# Liste der Kulturdenkmäler in Kötterichen
In der Liste der Kulturdenkmäler in Kötterichen sind alle Kulturdenkmäler der rheinland-pfälzischen Ortsgemeinde Kötterichen aufgeführt. Grundlage ist die Denkmalliste des Landes Rheinland-Pfalz (Stand: 17. Juli 2023).

## Einzeldenkmäler
| Bezeichnung | Lage                               | Baujahr         | Beschreibung                                                              | Bild                           |
| ----------- | ---------------------------------- | --------------- | ------------------------------------------------------------------------- | ------------------------------ |
| Backhaus    | Hauptstraße, gegenüber Nr. 11 Lage | 19. Jahrhundert | ehemaliges Gemeindebackhaus; eingeschossiger Fachwerkbau, 19. Jahrhundert | weitere Bilder Fotos hochladen |
| Kapelle     | Kirchstraße Lage                   | um 1800         | kleiner Putzbau, um 1800                                                  | weitere Bilder Fotos hochladen |